# Kolorování

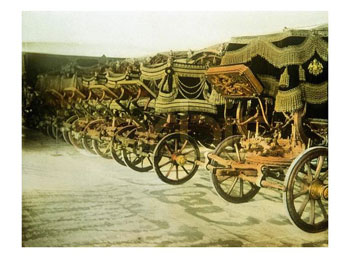
Rudolf Bruner-Dvořák: kolorované Císařské kočáry

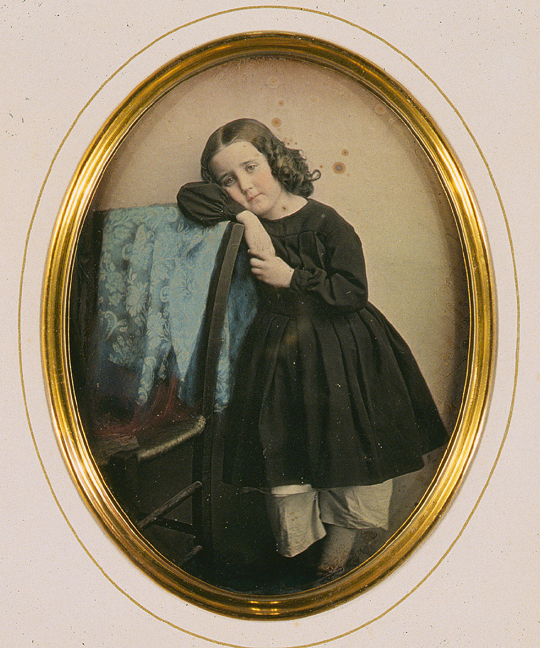
Kolorovaná daguerrotypie, J. Garnier, cca 1850

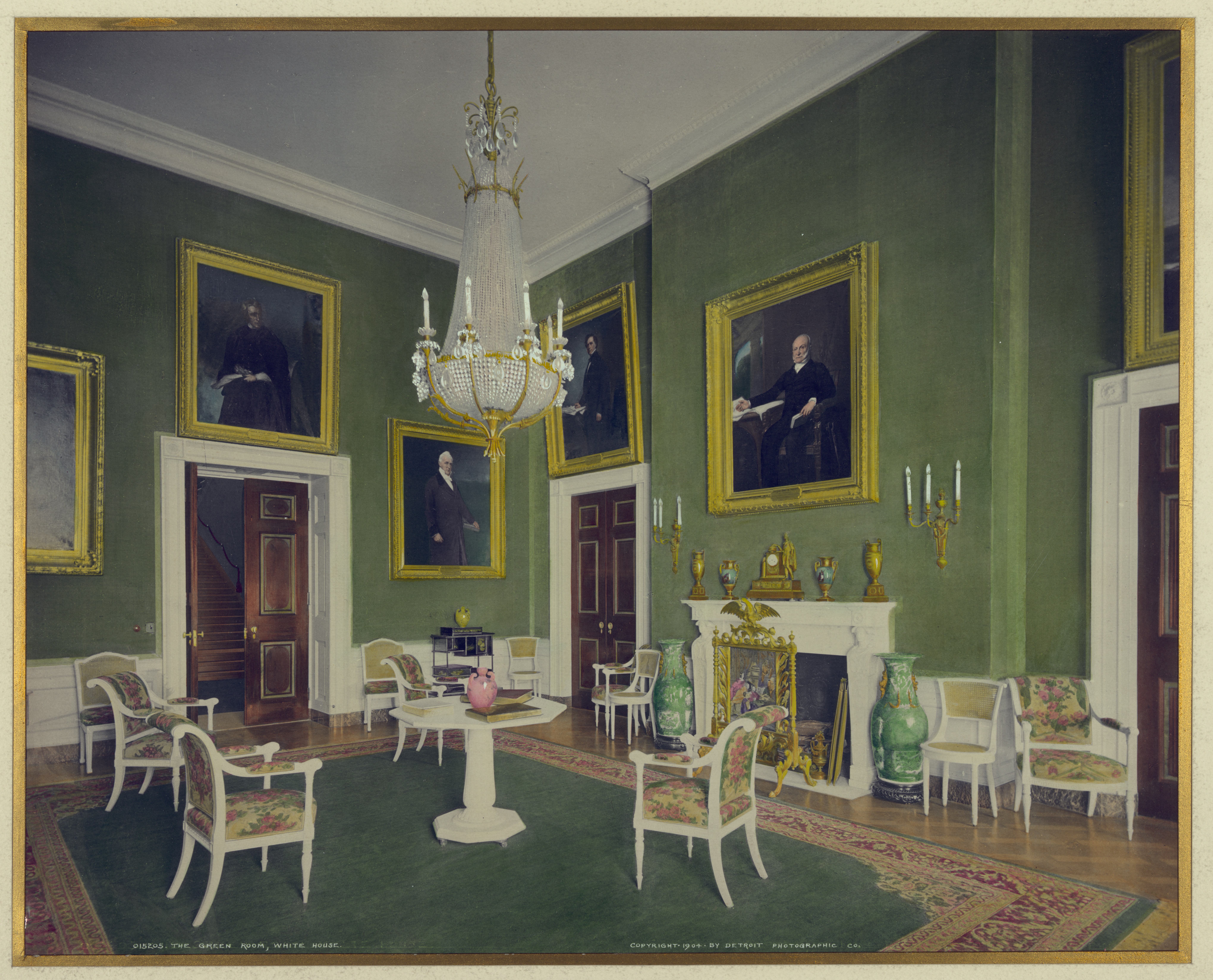
Zelený pokoj v Bílém domě, 1904, ručně kolorovaný platinotisk, Detroit Photographic Company

Kolorování nebo ruční kolorování označuje některou z mnoha metod ručně přidávané barvy do černobílé fotografie nebo jiného obrázku (například černobílý film nebo umělecká grafika) pro zvýšení jeho realistické podoby. Typicky se používají vodové barvy, oleje a další druhy barev, které se aplikují na povrch pomocí štětce, prsty, tamponem či sprejem. Některé fotografické žánry, zejména krajinářská a portrétní fotografie, byly ručně kolorovány častěji než ostatní druhy. Některé ručně kolorované fotografie byly populární natolik, že se některé firmy specializovaly na jejich výrobu.
Aplikace barvy vyžaduje značnou zručnost, díky čemuž neexistují dva stejné pozitivy.

## Historie

### Předchůdci kolorované fotografie
Před vynálezem fotografie, ale i později byly a jsou často kolorovány umělecké tisky; v 19. století se jednalo zejména o tzv. svaté obrázky nebo veduty.

### Raný věk
Až do poloviny 20. století byly téměř všechny fotografie monochromatické – v podstatě černobílé - jako například bromostříbrné. Některé fotografické procesy se typicky zabarvovaly do určité barvy podle použitých chemikálií - například kyanotypie se zabarvovala do modra. Fotografické procesy měly vliv na rozdíly v tónu a do jisté míry je bylo možné měnit použitím různých technologií při výrobě.
Švýcarský malíř a grafik Johann Baptist Isenring používal směs arabské gumy a pigmentů pro zabarvení prvních daguerrotypií již v roce 1840 nebo 1841. Barevný prášek se aplikoval na jemný povrch daguerreotypie za pomoci tepla. Variace této techniky byly patentovány v Anglii Richardem Beardem v roce 1842, ve Francii Étiennem Lecchim v roce 1842 a Léotardem de Leuzem v roce 1845. Později bylo ruční kolorování aplikováno na fotografické inovace, počínaje albuminovým nebo bromostříbrným procesem, přes laternu magicu a konče diapozitivy.
Atraktivní bylo kolorování fotografií také v Japonsku. Existuje sbírka desítek fotografických skleněných desek Herberta Geddese známá jako Fotografie z Jokohamy, kterou shromáždil Kanaďan Herbert Geddes na začátku 20. století. Sbírka je uložena na University of Victoria. Skleněné desky zobrazující život v Japonsku byly prodávány cizincům v letech 1868 až 1912. Desky v Geddesově sbírce zahrnují „scenérie, pouliční scény, dělníky, zemědělství, rybolov, výrobu hedvábí, řezbáře, kovodělníky, hrnčíře a umělce“. Skleněné desky byly ručně kolorovány. Jak poznamenala Clémence Leleu pro PEN online: „Byla to velmi oblíbená praxe, která v konkrétním případě fotografií na skleněné desky umožnila přidat objektu hloubku a proměnlivé obrysy pomocí průhlednosti a změn jasu."
- 1855 – 2. května M. Gannier patentoval kolorování fotografií.[5]

### České země
- Jan Saudek
- Antonín Tesař

## Galerie

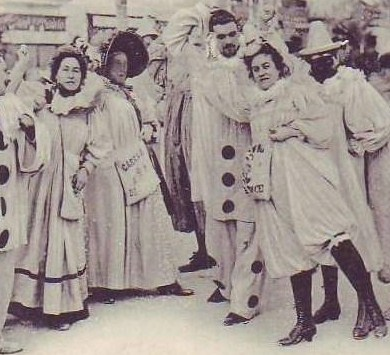
Fotografie před kolorováním
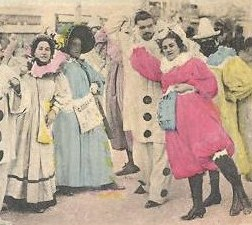
Fotografie po kolorování
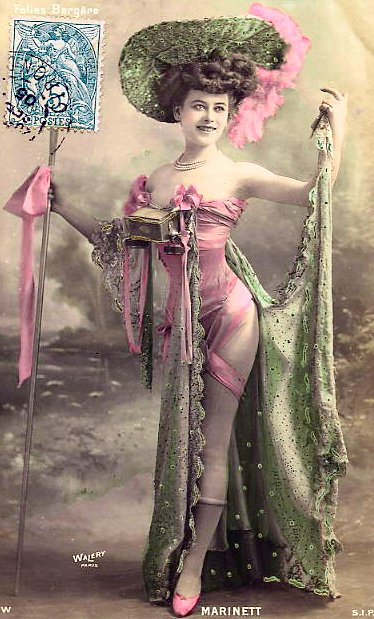
Les Folies Bergère, 1900
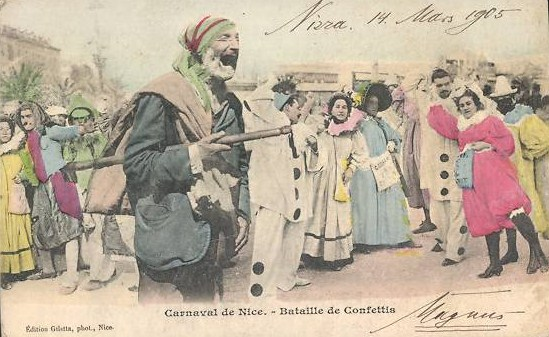
Bataille de confetti au Carnaval de Nice vers 1905
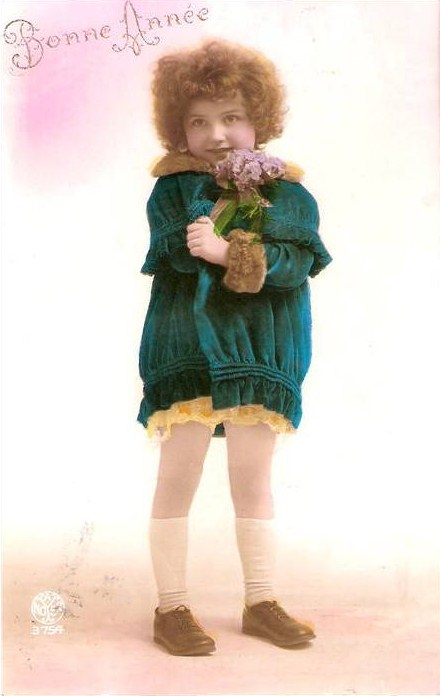
Carte de vœux de bonne année 1925
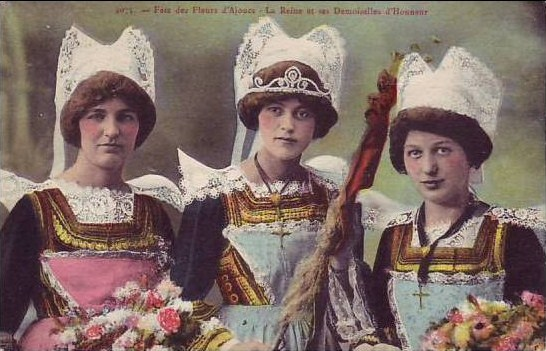
La Reine des Fleurs d'Ajoncs et ses demoiselles d'honneur à Pont-Aven vers 1910
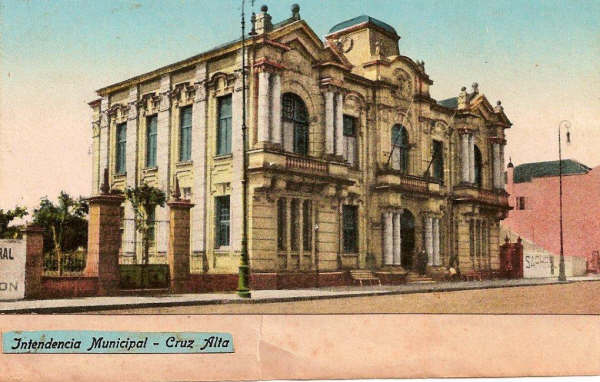
Préfecture de Cruz Alta au Brésil, entre 1930 et 1950
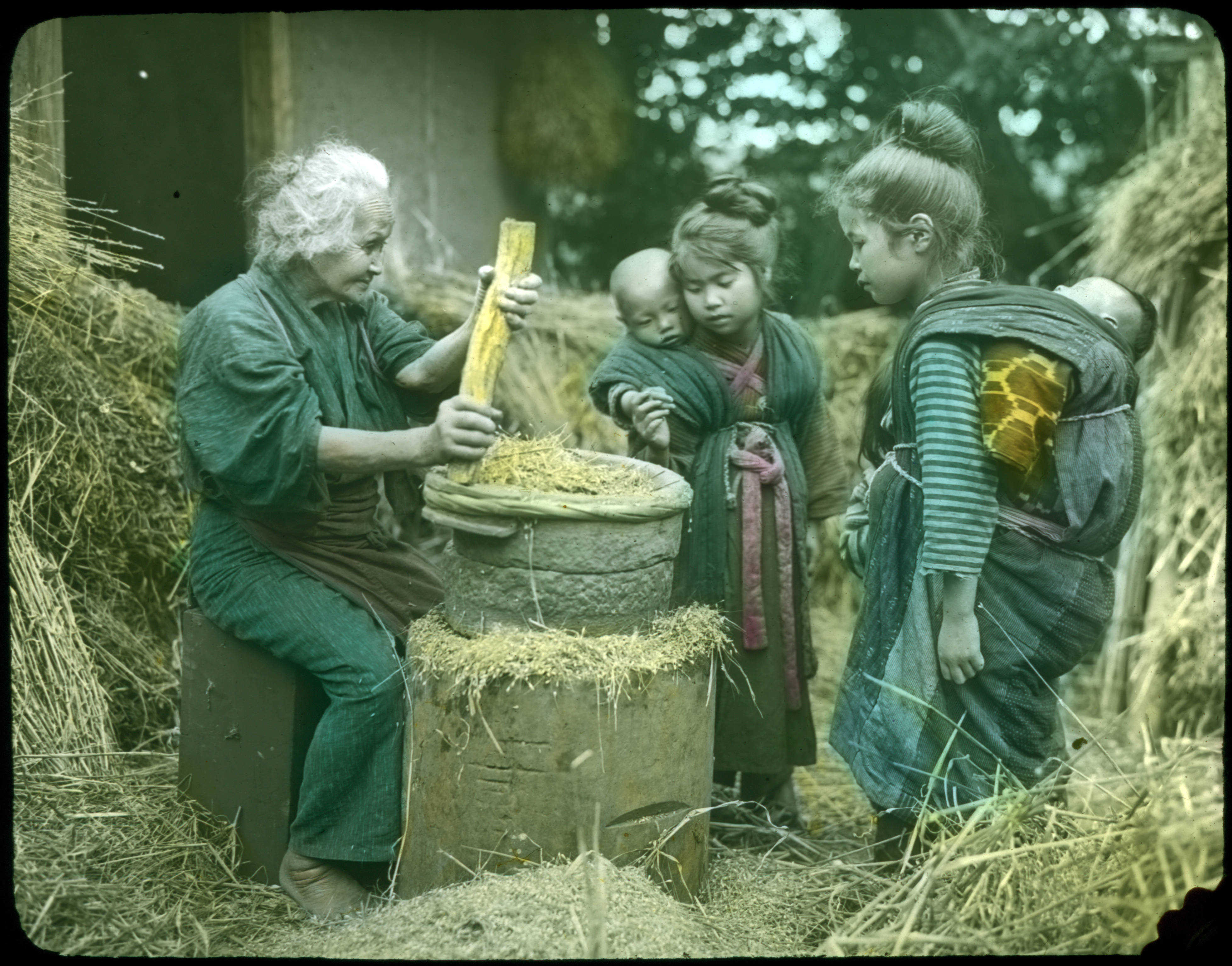
Stařenka pracuje s brusným kamenem; dvě děvčátka s miminky na zádech se na ni dívají, ze sbírky Fotografie z Jokohamy
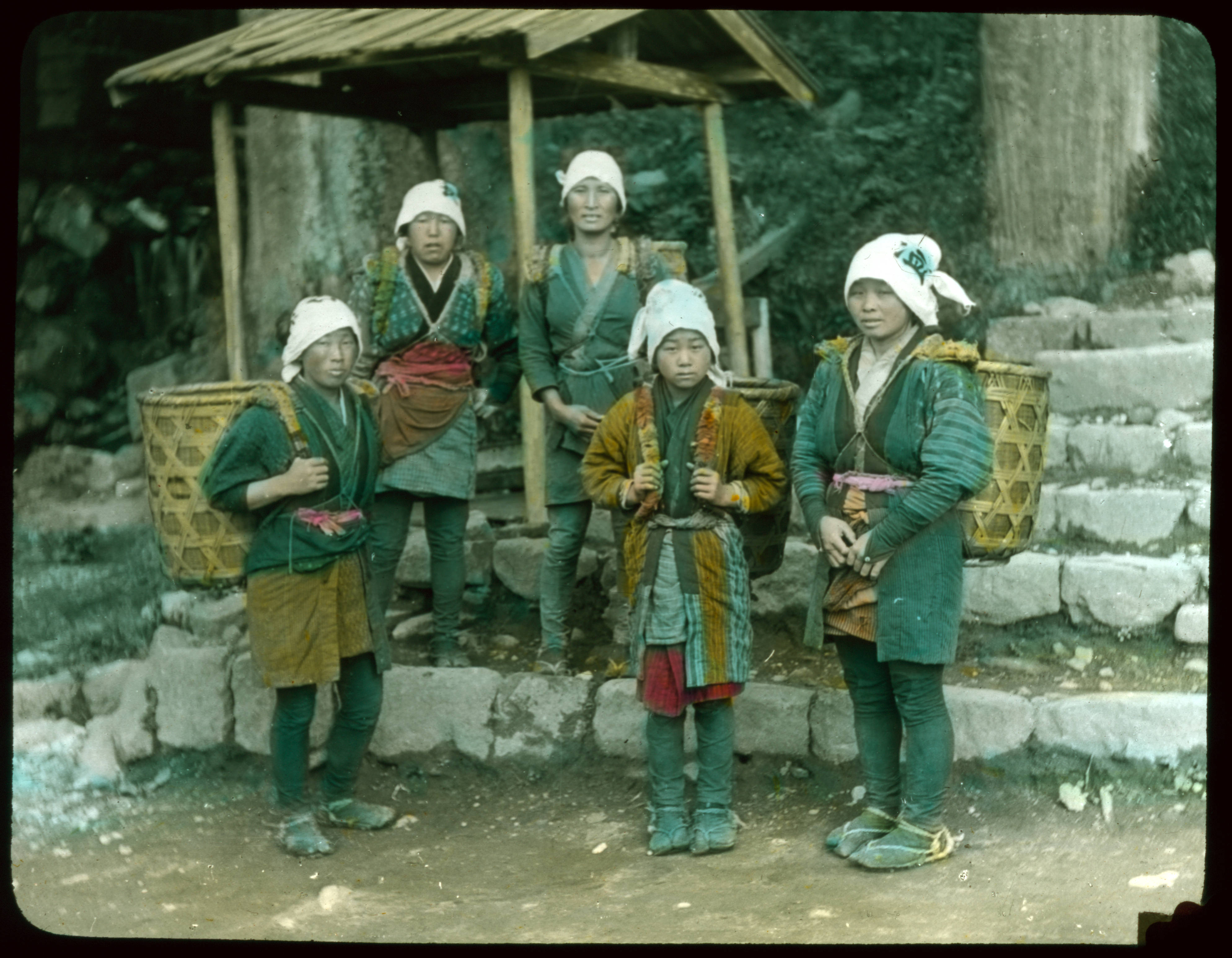
Venkovské ženy v místním oblečení nesoucí na zádech velké koše, ze sbírky Fotografie z Jokohamy